# مارک تولیو استروکلی
مارک تولیو استروکلی (انگلیسی: Mark Tullio Strukelj؛ زادهٔ ۲۳ ژوئن ۱۹۶۲) بازیکن فوتبال اهل ایتالیا است.
از باشگاه‌هایی که در آن بازی کرده‌است می‌توان به باشگاه فوتبال آ.اس. رم، باشگاه فوتبال پیستویزه، باشگاه فوتبال تریستیانا، باشگاه فوتبال رجانا، باشگاه فوتبال پیزا، و باشگاه فوتبال اتلتیکو آرتزو اشاره کرد.